# Kevin Brown
Kevin Brown é um actor americano de cinema e televisão, mais conhecido por seu papel recorrente como Dot Com Slattery na série da NBC, 30 Rock. Em 2008, Diversity Players do Harlem escolheram Kevin Brown para liderar uma peça de teatro de um homem de Marq Overton chamada Die Laughing, uma comédia dramática sobre um homem que desenvolve cancro da mama. O co-fundador do Diversity Players do Harlem, Shawn Luckey, foi fundamental para solidificar Brown para o show de um homem, enquanto o co-fundador Dwight Ali Williams, dirigiu o desempenho de Brown fora da Broadway.

## Filmografia
| Ano  | Título                               | Papel                           | Notas                   |
| ---- | ------------------------------------ | ------------------------------- | ----------------------- |
| 1991 | The Dog Ate It                       | Mike                            |                         |
| 1994 | Wicked Games                         |                                 |                         |
| 1994 | Cracking Up                          | Dack                            |                         |
| 1995 | Of Love & Betrayal                   | Fed-Ex Delivery Man             | TV                      |
| 1995 | Tall Tale                            | Bettor #1                       |                         |
| 1996 | Second Noah                          | Herbie                          | (1 episode)             |
| 1998 | Broken Vessels                       | Drug Dealer                     |                         |
| 2003 | Vicious                              | Marine #1                       |                         |
| 2004 | Confessions of a Teenage Drama Queen | Doorman                         |                         |
| 2005 | Get Rich or Die Tryin'               | Pelham Hall Security Guard      |                         |
| 2006 | Last Comic Standing                  | Guest Comedian                  | (1 episode)             |
| 2006 | Gingerbreed                          | Red Carter                      |                         |
| 2006 | Delirious                            | Twilight Club Bouncer           | como UPTOWN Kevin Brown |
| 2006 | A Merry Little Christmas             | Cleveland Tyrell                |                         |
| 2006 | 30 Rock                              | Dot Com Slattery                | 2006–presente           |
| 2008 | Human Giant                          | Inmate #2                       |                         |
| 2008 | Late Night with Conan O'Brien        | Special Officer Jordan Mitchell |                         |
| 2009 | Mystery Team                         | Bouncer                         |                         |
| 2009 | Royal Pains                          | Lance                           | 1 episódio              |
| 2009 | Did You Hear About the Morgans?      | U.S. Marshall Henderson         |                         |
| 2010 | A Kiss for Jed Wood                  | Second Body Guard               | pós-produção            |
| 2010 | Under the Influence                  | Rolles                          | pré-produção            |